# Theridion carpathium
Theridion carpathium är en spindelart som beskrevs av Brignoli 1984. Theridion carpathium ingår i släktet Theridion och familjen klotspindlar.
Artens utbredningsområde är Grekland. Inga underarter finns listade i Catalogue of Life.